# Eureka Stockade

La bandera de Eureka

La Eureka Stockade fue una revuelta de mineros ocurrida en Ballarat, Victoria, Australia, en 1854. La insurrección estalló debido al descontento por los precios de las mercancías y al trato injusto de los oficiales supervisores de las minas de oro. Aunque la revuelta se encontraba circunscrita a Ballarat, el descontento subyacente fue difundida durante tres años gracias a la actividad de mítines públicos, desobediencia civil y delegaciones en varias minas de oro victorianas. Las demandas de los mineros incluían el derecho al voto, el acceso a la propiedad de la tierra y la disminución de los impuestos. El desasosiego de dichas solicitudes comenzaron con el Forest Creek Monster Meeting de diciembre de 1851 y cuajaron en la formación de la Asociación contra la licencia de prospección aurífera (Anti-Gold Licence Association, en inglés)
en Bendigo, Victoria, en 1853.
Aunque la rebelión fue acallada rápida y violentamente, supuso un hito en la política de Australia. Los tres años de agitación por parte de los mineros y el soporte mediático en Melbourne favorecieron la introducción completa del sufragio femenino para mujeres blancas en las elecciones a la Cámara Baja del Parlamento victoriano. El rol de la Eureka Stockade en la lucha por los derechos de los mineros de oro fue aceptado, aunque controvertidamente, con el nacimiento de la democracia en Australia

## Coyuntura
La colonia de Victoria, una región poco poblada de granjeros, fue delimitada y separada de Nueva Gales del Sur el 1 de julio de 1851. Su tranquilidad fue bruscamente interrumpida con el descubrimiento de oro, que atrajo a un buen número de inmigrantes cazafortunas.
La semilla del Eureka Stockade fue la incapacidad de gestionar la demografía reciente por parte del gobierno colonial. Para copar el cuerpo gubernativo, la población dirigente compuesta por inmigrantes asentados (squattocracy), se enfrentó políticamente a la población de itinerantes. Su respuesta fue la imposición de una ley marcial no oficial, respaldada por la "Comisión del oro", una organización casi militar. Por ello, algunos de los inmigrantes recientes observaban a las autoridades victorianas con suspicacia, asociándolas a las inglesas.
En poco tiempo, la fácil prospección aurífera del oro de superficie fue agotada, y se requirió la extracción a gran profundidad, bajo metros de roca y arcilla. En 1854, los campos de Ballarat fueron ocupados por 25.000 o más mineros (datos de febrero de 2007), mayormente procedentes de Irlanda, pero también de Reino Unido, otras partes de Europa, China y Norteamérica, algunos de estos últimos procedentes de la fiebre del oro californiana. Los bosques adyacentes a las zonas mineras fueron desprovistos de toda cobertura arbórea para proporcionar la madera requerida para la extracción.
La máxima autoridad en los campos correspondía al Comisionado Residente para el Oro, Robert Rede, reforzado con una guarnición militar. El origen de los ingresos del gobierno eran las licencias de minería, correspondiente a una superficie de explotación de 3.6 m². El montante mensual de dicho impuesto era de 30 shillings, una enorme cantidad por aquel entonces, que había de pagarse se encontrara o no oro en el terreno. El avance de la ira de los mineros estuvo relacionada con las "cazas de licencias", en las cuales la policía militar perseguía a aquellos que carecieran de dichas licencias. Una petición en contra de dichas cazas obtuvo más de 5000 firmas recogidas, presentándose en 1853.

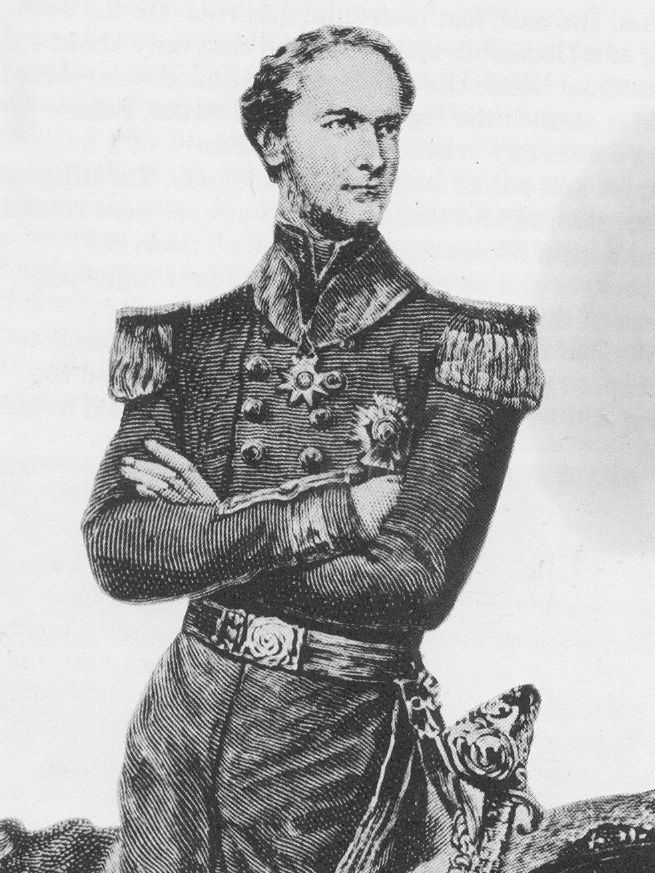
El Gobernador de Victoria, Sir Charles Hotham, contribuyó al aumento de la tensión en la zona por imposición de gravosos impuestos y persecución por vía militar de aquellos que no los pagaran.

En septiembre de 1854, sir Charles Hotham incrementó la frecuencia de recaudación de las licencias a dos por semana. Además de esto, dos incidentes auspiciaron el inicio de la violencia por parte de los mineros:
- El primero fue el arresto arbitrario de Johannes Gregorious, un armenio no angloparlante, y de su asociado, Stipe Mesich, un gitano romaní nacido en Orahovica. Fueron erróneamente acusados de asaltar a un oficinista. Además, eran sirvientes de dos sacerdotes católicos, el Padre Smyth y el Padre Matthew Krizanac, lo que fue interpretado como una afrenta religiosa por parte de la mayoría católica irlandesa componente de la población minera, aún suspicaces por la opresión económica y religiosa por parte de los británicos en su país de origen.[6]

- El segundo fue el veredicto de inocencia del tabernero James Bentley, acusado de asesinar al minero James Scobie. En octubre, una multitud descontenta por dicho veredicto incendió el negocio de Bentley y lo destruyó.[7]

## Peter Lalor

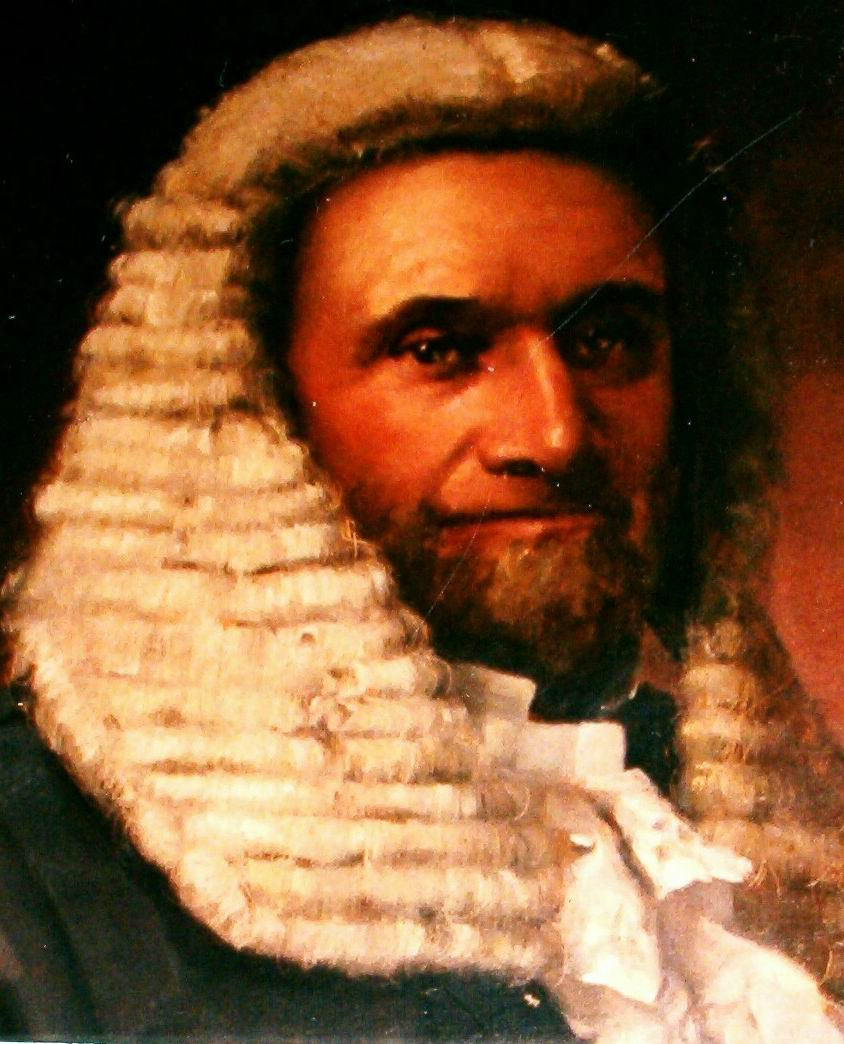
Imagen de Peter Lalor.

Peter Lalor fue el líder de los mineros que lucharon en el Eureka Stockade, y el autor del juramento de lealtad usado por los mineros en Eureka, y que el mismo utilizó. Laror era originario de Tinakill, Condado de Laois, Irlanda. Peter era el hijo de un miembro de la Cámara de los Comunes británica. Según Bert y Bon Strange "... parece que él se hizo comandante en jefe casi por casualidad... Tenía 25 años, seis pies de altura y era impulsivo por naturaleza."

## Eureka Stockade hoy
La Eureka Stockade, o con más exactitud, la fuerza motriz de opinión pública que le siguió, ha sido caracterizada como " el Nacimiento de Democracia " dentro de Australia. Su importancia real es incierta; de forma diversa ha sido mitificada por grupos de interés particulares como una rebelión de hombres libres contra la tiranía imperial, de empresa libre independiente contra imposición de contribuciones pesadas, de trabajadores contra una clase privilegiada dirigente, o como una expresión de republicanismo.

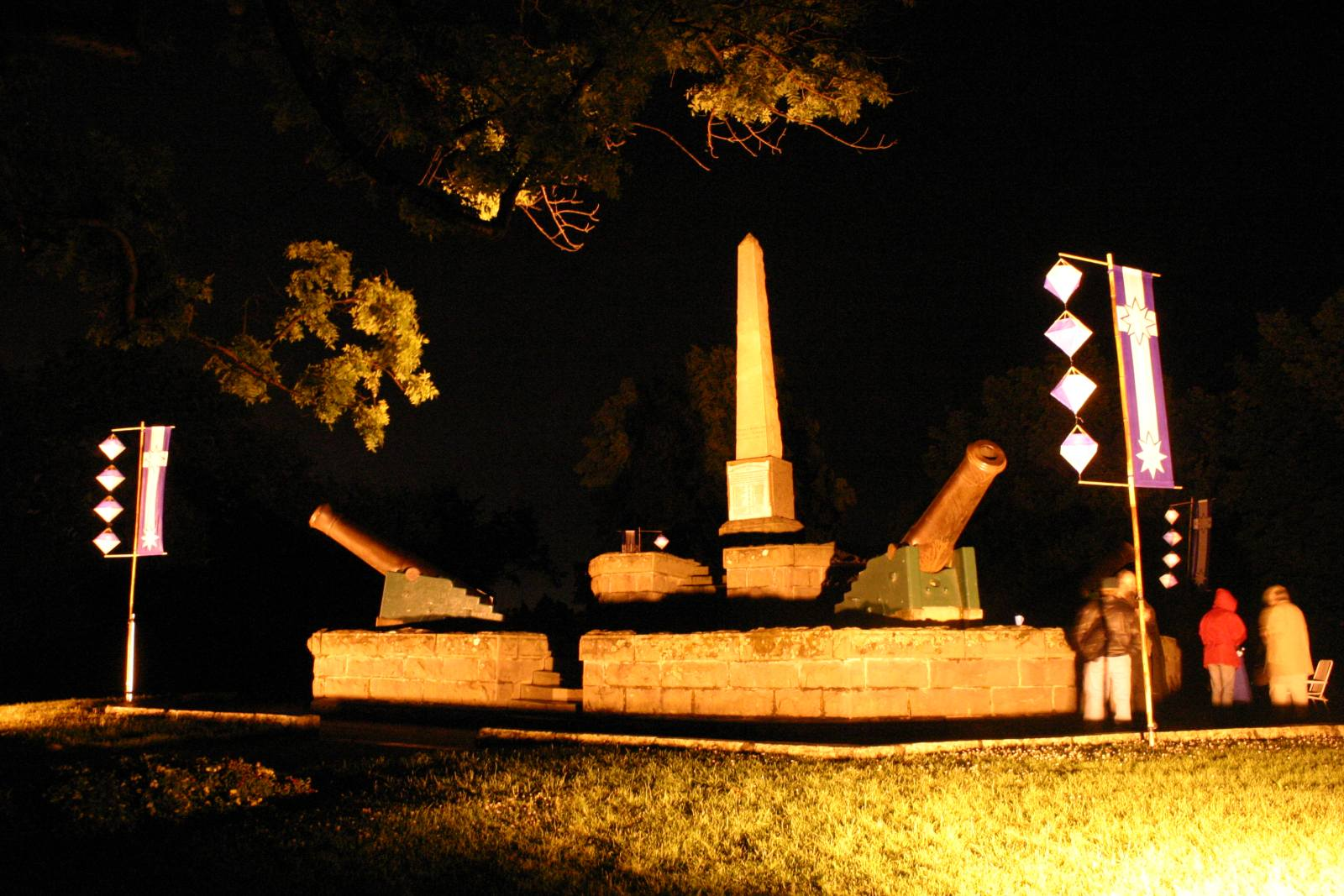
Imagen del monumento en recuerdo de Eureka.

La Eureka Stockade fue seguramente la rebelión más importante en la historia de Australia y, dependiendo como se defina una rebelión, puede ser considerada la única. La importancia de la rebelión, sin embargo, es discutible. Algunos historiadores creen que la importancia indudable del acontecimiento en el registro público se debe a que la historia australiana no tiene una mayor rebelión armada, equivalente con la Revolución francesa, la guerra civil inglesa, o la guerra de Independencia de los Estados Unidos: en consecuencia, según este punto de vista, la historia del Eureka Stockade ha tendido a ser inflada más allá de su verdadera importancia. Otros, sin embargo, mantienen que el Eureka Stockade fue un gran acontecimiento y que marcó un cambio en el curso de la historia australiana. El debate permanece activo y puede permanecer abierto mucho tiempo más.

## Consecuencias

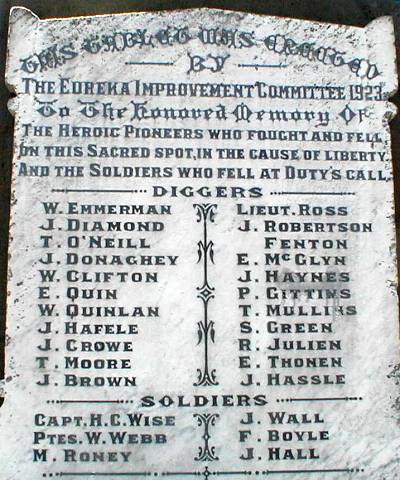
Piedra conmemorativa.

Como el historiador Geoffrey Blainey comentó, «Todo gobierno en el mundo probablemente hubiera contraatacado ante el desarrollo de la estacada». Por un tiempo pareció que el statu quo había sido restituido, y que Rede gobernaba con mano de hierro.

### Procesos por sedición y gran traición
El primer proceso relacionado con la rebelión fue un cargo de sedición contra Henry Seekamp, del Ballarat Times. Seekamp fue arrestado en su despacho el 4 de diciembre de 1854 a causa de las opiniones vertidas en sus artículos. Algunos de ellos fueron escritos por George Lang, el hijo de un famoso ministro presbiteriano y político republicano, el reverendo John Dunmore Lang. Él, fue apresado como difusor de un libelo sedicioso entre un jurado de Melbourne el 23 de enero de 1855 y, tras apelar, sentenciado a seis meses de prisión el 23 de marzo. Salió de la cárcel el 28 de junio de 1855, con tres meses de anticipación.

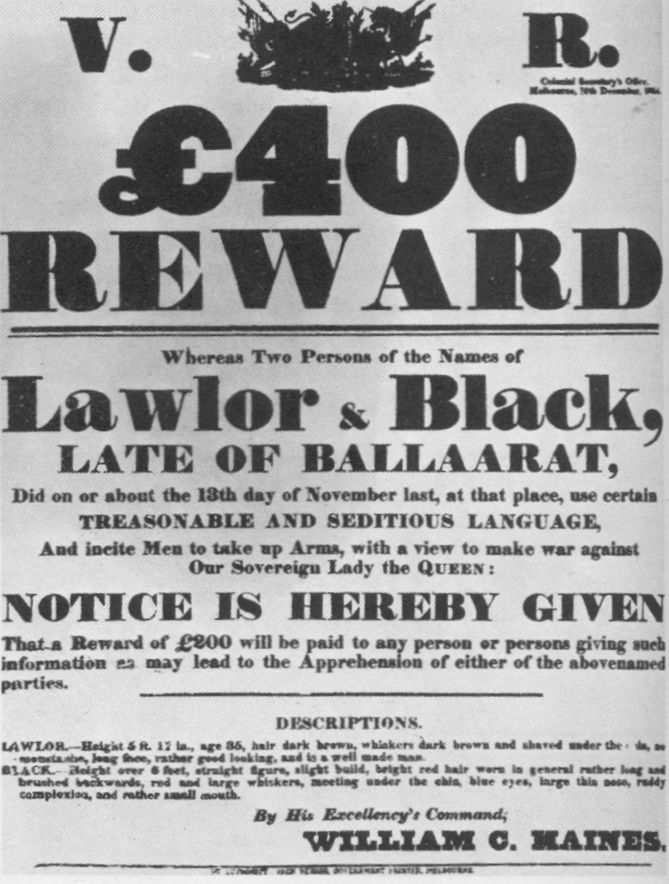
Una recompensa de 400 libras por la captura de Peter Lalor y George Black.

De los 120 detenidos tras la rebelión, trece fueron llevados a juicio. Estos fueron:
- Timothy Hayes, Presidente de la liga reformista de Ballarat.
- James McFie Campbell, procedente de Kingston, Jamaica.
- Raffaello Carboni, italiano y teniente de los buscadores que hablaban lenguas europeas.
- Jacob Sorenson, judío.
- John Manning, periodista irlandés del Ballarat Times.
- John Phelan, irlandés amigo de Peter Lalor.
- Thomas Dignum, nacido en Sídney.
- John Joseph, afroamericano procedente de Nueva York.
- James Beattie, irlandés.
- William Molloy, irlandés.
- Jan Vannick, holandés.
- Michael Tuohy, irlandés.
- Henry Reid.

El primer juicio comenzó el 22 de febrero de 1855, con John Joseph acusado de alta traición. Joseph era uno de los tres americanos arrestados, y el único que no fue liberado tras la intercesión del consulado estadounidense. Su persecución fue dirigida por Willian Stawell, que representaba a la corona, junto con William à Beckett. Tras la lectura de las pruebas, el jurado determinó la no culpabilidad en el veredicto. John Joseph fue aclamado por las calles de Melbourne ante 10 000 personas.
Bajo los auspicios del jefe de justicia victoriano Redmond Barry, los demás encausados fueron rápidamente absueltos, hecho secundado por la aprobación popular general. Rede fue trasladado hacia una posición insignificante en la Victoria rural.

## Eureka Stockade (película)
Una película rodada en Australia en 1949 representó este episodio. Fue dirigida por Harry Watt, y producido por Leslie Norman. Su reparto incluyó a actores como Chips Rafferty, Jane Barrett, Jack Lambert, Jackson de Gordon, Peter Finch y Sydney Loder.

## Curiosidades
- En la película de 2012 Pacific Rim, aparece un robot llamado "Striker Eureka", haciendo una referencia a este suceso, ya que "Striker" puede traducirse tanto como "golpeador" (ligado a la finalidad del robot) o como "huelguista".

### Citadas en el texto
1. ↑  "El gobierno fue forzado a abandonar la licencia y substituirla con unos derechos mineros más baratos, y también confirió a los hombres el derecho a votar." The Victorians: Arriving; Richard Broome, 1984. P. 92
2. ↑  'Según Dr. H.V. Evatt, líder del ALP; Robert Menzies, antiguo Primer MInistro Liberal; y Ben Chifley, ALP Primer Ministro; datos de «The Eureka Rebellion». National Republicans. Archivado desde el original el 8 de marzo de 2017. Consultado el 31 de diciembre de 2006., quoting Historical Studies: Eureka Supplement, Melbourne University Press, Carlton, Vic., 1965, pages 125-6)
3. ↑  Sunter, Anne Beggs (2003). «Contested Memories of Eureka : Museum Interpretations of the Eureka Stockade». Labour History. History Cooperative. Archivado desde el original el 29 de junio de 2012. Consultado el 22 de diciembre de 2006.
4. ↑  Geoffrey Blainey comentó en 1963 que "Eureka became a legend, a battlecry for nationalists. republicans, liberals, radicals, or communists, each creed finding in the rebellion the lessons they liked to see." ..."In fact the new colonies' political constitutions were not affected by Eureka, but the first Parliament that met under Victoria's new constitution was alert to the democratic spirit of the goldfields, and passed laws enabling each adult man in Victoria to vote at elections, to vote by secret ballot, and to stand for the Legislative Assembly." Blainey, Geoffrey (1963). The Rush That Never Ended. Melbourne University Press. pp. pages 56-7.
5. ↑  «Bendigo Goldfields Petition, a treasure of the State Library of Victoria». State Library of Victoria. 2005. Archivado desde el original el 22 de marzo de 2007. Consultado el 20 de febrero de 2007.
6. ↑  «Catholics protest over the treatment of Smyth's servant». Eureka on Trial. Public record Office of Victoria. 2004. Archivado desde el original el 15 de octubre de 2009. Consultado el 20 de febrero de 2007.
7. ↑  «Murder of James Scobie». Eureka on Trial. Public record Office of Victoria. 2003. Archivado desde el original el 8 de octubre de 2006. Consultado el 22 de diciembre de 2006.